# Panagioúda
Panagioúda är en ort i Grekland.   Den ligger i prefekturen Nomós Lésvou och regionen Nordegeiska öarna, i den östra delen av landet, 270 km nordost om huvudstaden Aten. Panagioúda ligger 11 meter över havet och antalet invånare är 906. Den ligger på ön Lesbos.
Terrängen runt Panagioúda är varierad. Havet är nära Panagioúda åt nordost. Runt Panagioúda är det tätbefolkat, med 331 invånare per kvadratkilometer. Närmaste större samhälle är Mytilene, 4,5 km sydost om Panagioúda. 